# Nørregade (Hadsund)
 For alternative betydninger, se Nørregade. (Se også artikler, som begynder med Nørregade)
Nørregade er en 270 meter lang gade i det centrale Hadsund, og er præget af ældre små byhuse. Gaden er anlagt lang tid inden grundlæggelsen af Hadsund i 1854. Indtil 1971 udgjorde Nørregade byens nordligste indfartsvej. Den var en del af landevejen der løb mellem Hobro og Aalborg.
Gadens navns oprindelse tydes nemt, da det betegner gaden mod nord.
I 1971 blev vejen nedklassificeret fra amtsvej til kommunevej. I forbindelse med et rækkehusbyggeri på Ålborgvej i 2020, blev vejbyggelinje som Nørregade og Ålborgvej blev pålagt i 1960 ophævet. Da gaden blev pålagt vejbyggelinjen, var Nørregade og Ålborgvej hovedfærdselsåren mellem Aalborg og Hadsund. I 1971 overtog Himmerlandsgade denne funktion.
Nørregade fik sit endelige navn efter at sognerådet i Skelund-Visborg blev approneret og underskrevet af Thomas Gunnisen den 10. oktober 1923.

## Beliggenhed
Gaden tager sin begyndelse i krydset med Storegade/Østergade/Hornbechsvej og løber i en nordlig retning, og overgår til Ålborgvej ud udgangen af den gamle bymidte.

## Beskrivelse
Vejen er en tosporet vej med en kørebane i hver retning, med fortov i begge sider af gaden. Den har forbindelse til Sekundærrute 507 via Hornbechsvej som ender ved Himmerlandsgade som er en del af Sekundærrute 507

## Historie
Nørregade blev etableret i år 1000 sammen med Vestergade, Storegade og Ålborgvej udgjorde de den gamle landevej mellem Aalborg og Hobro. Gaden er både en butiksgade men der er også en boliggade. På gaden ligger blandt andet Hadsund Missionshus (Tabor).

## Galleri
- Nørregade set mod gadens ende i syd. Gaden der fortsætter på den anden af hvor Nørregade ender er
- Den hvide bygning i Nørregade fra 1923
- Den røde bygning er Nørregades højeste bygning.
- Hadsund Missionshus ligger i den nordlige del af gaden
- Nørregade ender ved Storegade,Østergade og Hornbechsvej